# Decadência (direito tributário)
No direito tributário, a decadência, assim como a prescrição, está relacionada ao princípio da segurança jurídica e este a um dos valores protegidos pelo Direito: a liberdade. 
A segurança jurídica é um sentimento coletivo de previsibilidade quanto aos efeitos jurídicos da regulação da conduta para evitar que um passado, de repente, se torne estranho, um futuro, algo opaco e incerto, e a duração, uma coleção de surpresas desestabilizadoras da vida. 
O cidadão só consegue exercer sua liberdade na plenitude se puder fazer suas escolhas conhecendo todas as conseqüências de seus atos. Como seria possível decidir pela aquisição de uma propriedade se não se pudesse delimitar o período máximo de tempo sobre o qual tributos anteriores poderiam ser cobrados? 

## No Brasil

### Prazo
A decadência é uma causa extintiva do crédito tributário que implica na perda do direito de efetuar o lançamento depois de transcorrido o prazo de cinco anos. Um dos principais aspectos da decadência é o seu termo inicial ou, em outras palavras, a data inicial da contagem do prazo de cinco anos.
Quanto à data de início da contagem do prazo decadencial, as regras podem ser sistematizadas em: 
- Regra geral – prevista no artigo 173, inciso I do CTN que prevê que a contagem do prazo decadencial tem início no primeiro dia do exercício seguinte àquele em que o lançamento poderia ter sido efetuado.

- Regra especial – é retirada do artigo 150, parágrafo quarto e utilizada para os tributos sujeitos ao lançamento por homologação e nos casos em que tenha ocorrido efetivamente a antecipação do pagamento. Determina que o início da contagem do prazo decadencial é a data do fato gerador. Ocorrendo dolo, fraude ou simulação nos casos de lançamento por homologação, aplica-se a regra geral.

- Regra do lançamento anulado – estabelece que, quando existir lançamento anulado por vício formal, o início da contagem do prazo decadencial dar-se-á na data em que se tornar definitiva a decisão que anulou o lançamento anteriormente efetuado (art. 173, II, CTN).

### Posições do STJ e STF
Com relação aos tributos sujeitos a lançamento por homologação, existe peculiar jurisprudência do STJ que acaba por resultar em uma “decadência em dez anos”. O STJ entendeu que o artigo 173, I, do CTN deveria ser interpretado em conjunto com o artigo 150, § 4.º. 
Assim, após os cinco anos para homologar o lançamento, teria o Fisco mais cinco anos para constituir o crédito tributário (RESP 58.918/RJ, STJ). Tal jurisprudência tem sofrido muitas críticas da doutrina, que entende não ser correta a aplicação cumulativa do artigo 173, I, com o artigo 150, § 4.º, do CTN.
No entanto, o STF pacificou a matéria editando a Súmula Vinculante n.º 8 que diz "São inconstitucionais os parágrafo único do artigo 5º do Decreto-lei 1569/77 e os artigos 45 e 46 da Lei 8.212/91, que tratam de prescrição e decadência de crédito tributário".
No entendimento do STJ, Lei Ordinária não poderia tratar de prescrição e decadência, somente Lei Complementar (e o CTN é Lei Complementar), conforme Artigo 146, inciso III, letra b, da Constituição Federal.
Dessa forma, a Fazenda Pública não pode mais exigir as contribuições sociais (por exemplo, PIS/Pasep e Cofins) com o prazo de decadência de 10 anos previstos nos dispositivos da Lei 8.212/91 declarados inconstitucionais. Tal se dá porque a Lei nº 11.417, de 19 de dezembro de 2006, ao disciplinar a edição de súmulas pelo STF vinculou as decisões e atos dos órgãos públicos aos enunciados das súmulas, conforme previsão de seus artigos 2º e 4º.
Art. 2º O Supremo Tribunal Federal poderá, de ofício ou por provocação, após reiteradas decisões sobre matéria constitucional, editar enunciado de súmula que, a partir de sua publicação na imprensa oficial, terá efeito vinculante em relação aos demais órgãos do Poder Judiciário e à administração pública direta e indireta, nas esferas federal, estadual e municipal, bem como proceder à sua revisão ou cancelamento, na forma prevista nesta Lei.
(…)
Art. 4º A súmula com efeito vinculante tem eficácia imediata, mas o Supremo Tribunal Federal, por decisão de 2/3 (dois terços) dos seus membros, poderá restringir os efeitos vinculantes ou decidir que só tenha eficácia a partir de outro momento, tendo em vista razões de segurança jurídica ou de excepcional interesse público).
Portanto, o prazo decadencial das contribuições sociais, antes determinado com fulcro no art. 45 da Lei nº 8.212/91, após a publicação da referida Súmula Vinculante nº 8/2008 passa a ter por regência a norma estabelecida no referido art. 173, inciso I do CTN, que estabelece o prazo decadencial de 5 anos para as contribuições sociais, em que pese o entendimento diverso do STJ.